# Highland
L'area dello Highland (inglese per “Altopiano”), Gàidhealtachd in gaelico scozzese, è una unità amministrativa (Council area) situata nelle Highlands scozzesi ed è la più vasta area amministrativa della Scozia e dell'intero Regno Unito. Il capoluogo amministrativo dell'Highland è la città di Inverness.
Highland confina con le aree amministrative di Moray, Aberdeenshire, Perth and Kinross e Argyll e Bute; queste amministrazioni, così come quelle di Angus e Stirling, includono nel loro territorio aree delle Highlands scozzesi; è errato parlare delle Highlands con riferimento all'area amministrativa. Highland copre comunque la maggior parte del territorio delle Highlands scozzesi e delle Ebridi Interne e comprende parte dei territori delle tradizionali contee della Scozia quali Inverness-shire, Ross-shire, e Cromartyshire, tutta l'area delle tradizionali contee di Sutherland, Nairnshire e Caithness, e la parte nord occidentale dell'Argyll.
Quest'area fu creata per la prima volta come una regione nella riforma amministrativa del 1975, ed aveva come distretti Badenoch e Strathspey, Caithness, Inverness, Lochaber, Nairn, Ross e Cromarty, Skye e Lochalsh, Sutherland. Nel 1996 questi distretti furono aboliti e la loro amministrazione fu trasferita alla Highland, che diventava così una autorità amministrativa unitaria.
La maggioranza degli abitanti non trova corretto parlare di Highland. Molto più comune è invece, quando si fa riferimento all'area amministrativa, sentir parlare di the Highland Council area o the Highland area. Altrettanto utilizzati sono i nomi delle contee tradizionali (ad esempio Ross-shire). 
Spesso l'area Highland è confusa con quella delle Highlands e Isole.

## Principali centri abitati
- Alness, Altnaharra, Applecross, Ardersier, Aviemore, Avoch
- Back of Keppoch, Ballachulish
- Cromarty
- Dalwhinnie, Dingwall, Dornoch, Durness
- Fort Augustus, Fortrose, Fort William
- Gairloch
- Glencoe, Golspie
- Evanton
- Helmsdale
- Invergordon
- John o' Groats
- Kingussie, Kinlochbervie, Kinlochleven, Kyle of Lochalsh
- Mallaig
- Nairn, Newtonmore, North Ballachulish
- Plockton
- South Ballachulish
- Tain, Thurso, Tobermory, Tongue, Torridon
- Ullapool
- Wick

## Luoghi d'interesse
- Parco nazionale di Cairngorms
- Castello di Eilean Donan
- Castello di Tioram
- Castello di Cawdor
- Fort George
- Glen Coe
- Glenfinnan
- Glen Orchy
- Glen Spean
- Highland Folk Museum
- Loch Linnhe
- Loch Lochy
- Loch Ness
- Rannoch Moor
- Castello di Skibo
- Castello di Tor
- Castello di Urquhart
- Creag Bheag
- Ben Nevis